# Anton von Widder

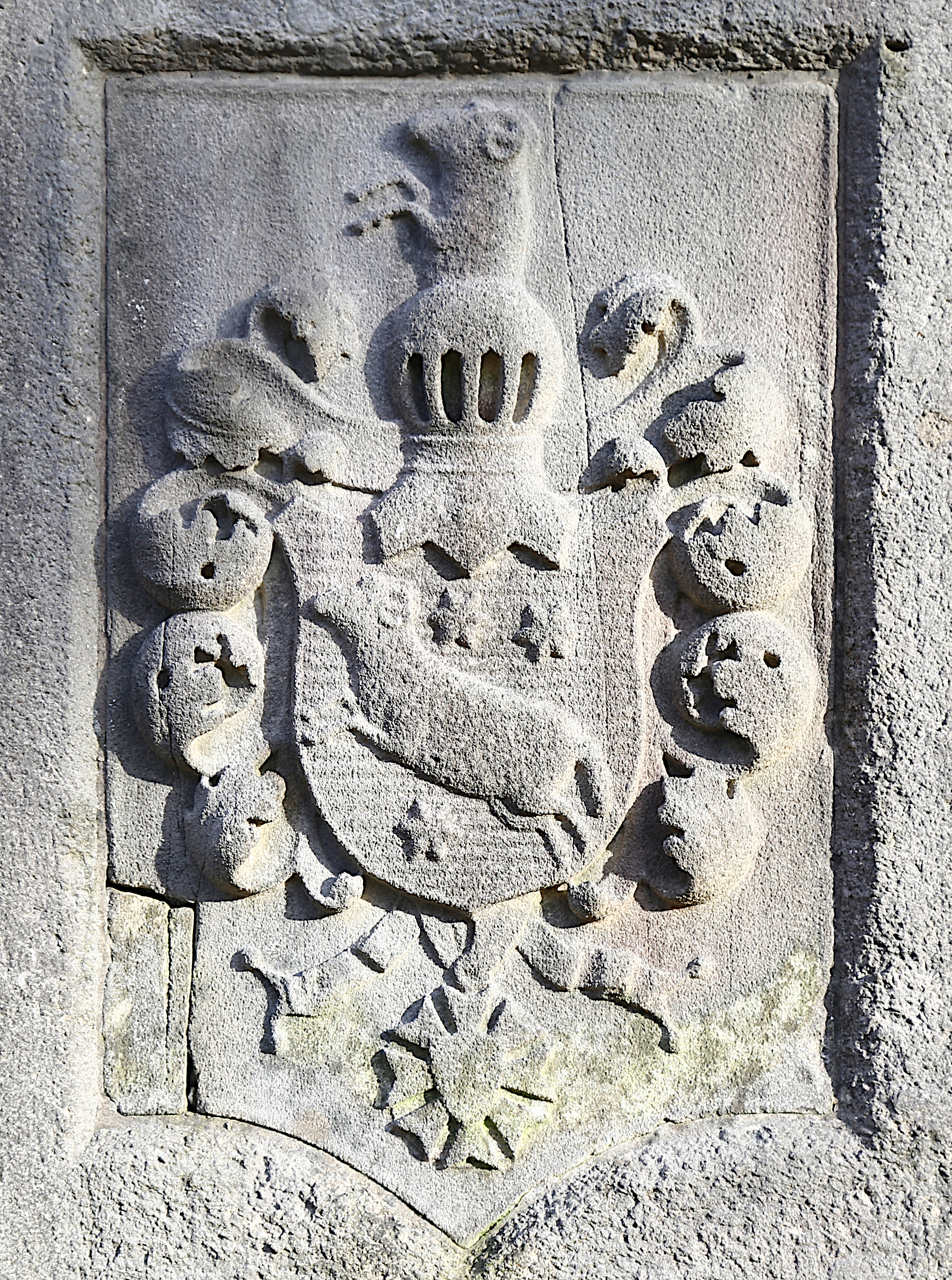
Familienwappen auf dem Grabstein im Alten Südfriedhof München

Anton Widder, ab 1861 Ritter von Widder (* 13. Januar 1809 in München; † 22. Juni 1893 ebenda), war ein deutscher Jurist.

## Leben und Wirken
Widder war Sohn des Regierungspräsidenten Gabriel Bernhard von Widder (1774–1831) und dessen Ehefrau Anna Maria, geborene von Bonin; sein Großvater Johann Goswin Widder (1734–1800) verfasste als Beamter eine vierbändige Beschreibung der Kurpfalz, die bis heute zu den fundamentalen Quellenwerken der pfälzischen Geschichtsforschung gehört.
1827 schloss Anton von Widder das (heutige) Wilhelmsgymnasium München ab. Anschließend studierte er Jura in München und Würzburg und trat in den bayerischen Verwaltungsdienst.
Von 1854 bis 1870 war er II. Rechtskundiger Bürgermeister von München. Beim 13. Deutschen Katholikentag in München 1861 gehörte Anton von Widder zu den Ehrenmitgliedern der Versammlung. Von 1858 bis 1869 amtierte er als Präfekt (Vorsitzender) der Marianischen Männerkongregation am Bürgersaal zu München.
Laut Grabinschrift war er Inhaber der Ritterkreuze des Ordens vom Hl. Michael und seit 1861 des Verdienstordens der Bayerischen Krone, wodurch er den persönlichen Adelstitel erhielt.
Die Grabstätte von Widder befindet sich auf dem Alten Südlichen Friedhof in München (Gräberfeld 3 – Reihe 12 – Platz 54).
Anton von Widder war seit 1839 verheiratet mit Amalie, geb. von Braunmühl (1818–1905).